# Tipula (Schummelia) argentacea
Tipula (Schummelia) argentacea is een tweevleugelige uit de familie langpootmuggen (Tipulidae). De soort komt voor in het Oriëntaals gebied.